# Đào Tú Hoa
Đào Tú Hoa (sinh ngày 22 tháng 10 năm 1970) là một nữ chính trị gia người Việt Nam. Bà hiện là đại biểu quốc hội Việt Nam khóa XIV nhiệm kì 2016-2021, thuộc đoàn đại biểu quốc hội thành phố Hà Nội, Ủy viên Ủy ban Pháp luật của Quốc hội. Bà đã trúng cử đại biểu quốc hội lần đầu năm 2016 ở đơn vị bầu cử số 3, thành phố Hà Nội (gồm Hà Đông, Thanh Xuân, Cầu Giấy) với tỉ lệ 54,61% số phiếu hợp lệ. Bà hiện là Thẩm phán trung cấp, Phó Vụ trưởng Vụ Tổ chức - Cán bộ Tòa án nhân dân tối cao.

## Xuất thân
Đào Tú Hoa sinh ngày 22 tháng 10 năm 1970 quê quán ở xã Xuân Dục, huyện Mỹ Hào, tỉnh Hưng Yên.
Bà hiện cư trú ở Số 27, ngõ 316, phố Lê Trọng Tấn, phường Thanh Xuân, thành phố Hà Nội.

## Giáo dục
- Giáo dục phổ thông: 12/12
- Đại học Tổng hợp Hà Nội, chuyên ngành Luật (nay là Đại học Quốc gia Hà Nội)
- Thạc sĩ Luật học
- Cao cấp lí luận chính trị

## Sự nghiệp
Bà gia nhập Đảng Cộng sản Việt Nam vào ngày 19/8/1998.
Bà hiện là Thẩm phán trung cấp, Phó Vụ trưởng Vụ Tổ chức - Cán bộ Tòa án nhân dân tối cao.
Bà đang làm việc ở Tòa án nhân dân tối cao.
Đại biểu chuyên trách: không
Đại biểu Hội đồng nhân dân: Không